# ژانویه ۲۰۱۲
ژانویه ۲۰۱۲، یکی از ماه‌های ۲۰۱۲ (میلادی) است.
آغاز آن، روز یکشنبه برابر با ۱۱ دی ۱۳۹۰ خورشیدی.

مطابق با ۶ صفر ۱۴۳۳ قمری است.

## ۲ ژانویه۲۰۱۲
- قیمت هر دلار به مرز ۱۸۰۰ تومان رسید

## ۳ ژانویه۲۰۱۲
- پاسخ آمریکا به هشدار فرمانده ارتش ایران

وزارت دفاع آمریکا در واکنش به هشدار سرلشکر عطاءالله صالحی، فرمانده کل ارتش ایران درباره بازگشت ناو هواپیمابر جان سی استنیس به خلیج فارس اعلام کرد که استقرار یگان‌های نظامی این کشور در منطقه خلیج فارس به روال دهه‌های گذشته ادامه خواهد داشت. بی بی سی فارسی
- وزارت ارشاد خانه سینما را منحل کرد

وزارت فرهنگ و ارشاد اسلامی امروز با ارسال نامه‌ای به خانه سینما، این نهاد را منحل اعلام کرد. در نامه‌ای که خبرگزاری‌های ایران امروز تصویرش را منتشر کرده‌اند فعّالیت‌های خانه سینما «فاقد وجاهت قانونی» خوانده شده و از دست اندرکاران این نهاد خواسته شده که ظرف مدت ۴۸ ساعت کلیه فعالیت‌های خود را «متوقف» کنند. بی بی سی فارسی
- هشدار فرمانده کل ارتش ایران: ناو هواپیمابر آمریکا به خلیج فارس برنگردد

## ۵ ژانویه۲۰۱۲
- ازدواج وزیر دفاع کانادا با یک ایرانی

## ۸ ژانویه۲۰۱۲
- نجات ملوانان ایرانی توسط نیروی دریایی آمریکا

## ۱۴ ژانویه۲۰۱۲
- محکومیت یک امام شیعه به اتهام تروریسم

کریم ابراهیم، امام شیعه یک مسجد در ترینیداد و توباگو به جرم تلاش برای انفجار بمب در فرودگاه بین المللی جان اف کندی در نیویورک در سال ۲۰۰۷ به حبس ابد محکوم شد. او در اعترافاتش گفته بود: «باید تا جای ممکن همه را کشت و بسوی الله شتافت.» سی ان ان، نیویورک تایمز
- تعقیب دو ناو آمریکایی توسط قایقهای سپاه

## ۱۶ ژانویه۲۰۱۲
- جدایی نادر از سیمین برنده جایزه گلدن گلوب شد

## ۱۷ ژانویه۲۰۱۲
- کشته شدن یک دانشجوی محقق ایرانی در تگزاس

اداره پلیس هیوستون اعلام کرد گلاره باقرزاده، دانشجوی محقق رشته فناوری ژنتیک مولوکولی در مرکز تحقیقات ام دی اندرسون دانشگاه تگزاس روز گذشته توسط شخص نامعلومی در جلوی منزلش در محلهٔ هیوستون گالریا به قتل رسید. پلیس میگوید قاتل پول و دارایی های گلاره را نبرد و فقط از نزدیک با ضرب سه گلوله به سر ایشان شلیک کرد. گلاره باقرزاده یکی از بنیانگزاران گروه سیاسی هیوستون سبز بود که سال گذشته در شهر هیوستون تظاهراتی بر ضد جمهوری اسلامی ایران برپا کرده بود. شبکه دو هیوستون، شبکه ای بی سی کانال ک-سات تگزاس، گزارش و مصاحبه روزنامه هیوستون کرانیکل با گلاره در سال ۲۰۱۰
- اقدام اعتراضی ویکی‌پدیا علیه دو طرح کنگره آمریکا

## ۱۸ ژانویه۲۰۱۲
- دولت آمریکا به اصغر فرهادی تبریک گفت

دولت آمریکا به اصغر فرهادی برای بردن جایزه گلدن گلوب تبریک گفت. ویکتوریا نولاند، سخنگوی وزارت امور خارجه آمریکا گفت:«ما موفقیت و تعهد او را نسبت به فرهنگ غنی و مقاوم ایران تحسین می‌کنیم.» همزمان فیلم جدایی نادر از سیمین ساخته اصغر فرهادی یکی از بخت‌های اصلی راهیابی به جمع نامزدهای بهترین فیلم خارجی جوایز اسکار شد. مراسم اهدای جوایز اسکار، ۲۶ فوریه، حدود ۴۰ روز دیگر، در لس آنجلس برگزار خواهد شد. بی‌بی‌سی فارسی
- گلشیفته فراهانی و انتشار عکسی که بحث برانگیز شد

انتشار عکس برهنه‌ای از گلشیفته فراهانی، بازیگر ایرانی در وبسایت مجله فرانسوی فیگارو و در پی آن، انتشارش در شبکه‌های اجتماعی واکنش‌های گوناگونی در داخل و خارج از ایران برانگیخته‌است. این عکس جزو مجموعه‌ای است که از ژان موندینو، عکاس سرشناس فرانسوی، از شانزده بازیگر جوانی که نامشان برای نامزدی بخش بهترین «بازیگر مستعد» جوایز سینمایی سزار مطرح شده‌است، گرفته‌است. همچنین فیلم کوتاهی از این بازیگران منتشر شده‌است که آنها را در حال عریان شدن نشان می‌دهد. این فیلم برای مراسم سزار ساخته شده‌است. البته مجله فیگارو عکس خانم فراهانی را ساعاتی پیش از این مجموعه حذف کرد و فیلم رسمی آن که در یوتیوب منتشر شده بود، مدتی در دسترس نبود. بی‌بی‌سی فارسی
- صفحه انگلیسی «ویکی‌پدیا» در اعتراض به لایحه کنگره آمریکا سیاه شد

## ۱۹ ژانویه۲۰۱۲
- شرکت کداک اعلام ورشکستگی کرد

ایستمن کداک، شرکت ابداع کنندهٔ دوربین‌های دستی اعلام ورشکستگی کرده‌است. این شرکت که از قدیمی‌ترین و معروف‌ترین تولیدکنندگان تجهیزات و لوازم عکاسی در جهان است، با اعلام ورشکستگی فرصت آن را خواهد یافت که بدون نیاز به پاسخگویی به طلبکارانش ساختار خود را از نو سازمان‌دهی کند. مسئولان کداک گفته‌اند که اعلام ورشکستگی، خللی در ارائهٔ خدمات به مشتریانشان به وجود نخواهد آورد و شرکت به فعّالیّت‌های تجاری خود طبق معمول ادامه می‌دهد. بی‌بی‌سی فارسی
- زلزله در نیشابور حدود ۱۰۰ مجروح به جا گذاشت

وقوع زلزله‌ای به بزرگی ۵٫۵ درجه در مقیاس ریشتر در ۱۱ کیلومتری شمال شرق شهر نیشابور در استان خراسان رضوی در ایران، دست کم ۱۰۰ مجروح به جا گذاشته‌است. بی‌بی‌سی فارسی و  رادیو فردا
- نمایندگان کنگرهٔ آمریکا به اعتراض ویکی‌پدیا پاسخ مثبت دادند

## ۲۲ ژانویه۲۰۱۲
- لئون پانتا: ناو هواپیمابر انترپرایز از تنگه هرمز عبور خواهد کرد

## ۲۳ ژانویه۲۰۱۲
- شناورهای آمریکا، بریتانیا و فرانسه 'بی حادثه' وارد خلیج فارس شدند

## ۲۴ ژانویه۲۰۱۲
- نامزدی بهترین فیلمنامه و بهترین فیلم خارجی برای جدایی نادر از سیمین در هشتاد و چهارمین مراسم جوایز اسکار

## ۲۶ ژانویه۲۰۱۲
با اعلام بانک مرکزی از شنبه(دو روز دیگر)هر دلار معادل ۱۲۶۰ تومان خواهد بود.تمام حواله ها ،گشایش اعتبار،واردات کالا ، ارز دانشچویی و مسافری هم با همین نرخ محاسبه خواهد شد. طبق بخشنامه بانک مرکزی صرافان مجازند تنها ۳ تا ۵ درصد بالاتر از نرخ بانکی به نقل و انتقال ارزی بپردازند.در این دستور العمل تاکید شده چنانچه صرافان بخشنامه ابلاغی را رعایت نکنند مجوز فعالیتشان ابطال خواهد شد. امروز پنجشنبه صرافان دلار را به قیمت ۱۶۰۰ تومان خریداری می کردند و در تابلوهایشان نرخ ۱۴۰۰ تومان را درج کرده بودند ولی به این نرخ معامله ای انجام نمی شد.

## پیوندهای روزانه
- درگاه: وقایع کنونی/وقایع ۲ ژانویه ۲۰۱۲
- درگاه: وقایع کنونی/وقایع ۳ ژانویه ۲۰۱۲
- درگاه: وقایع کنونی/وقایع ۵ ژانویه ۲۰۱۲
- درگاه: وقایع کنونی/وقایع ۸ ژانویه ۲۰۱۲
- درگاه: وقایع کنونی/وقایع ۱۱ ژانویه ۲۰۱۲
- درگاه: وقایع کنونی/وقایع ۱۴ ژانویه ۲۰۱۲
- درگاه: وقایع کنونی/وقایع ۱۶ ژانویه ۲۰۱۲
- درگاه: وقایع کنونی/وقایع ۱۷ ژانویه ۲۰۱۲
- درگاه: وقایع کنونی/وقایع ۱۸ ژانویه ۲۰۱۲
- درگاه: وقایع کنونی/وقایع  ۱۹ ژانویه ۲۰۱۲
- درگاه: وقایع کنونی/وقایع ۲۲ ژانویه ۲۰۱۲
- درگاه: وقایع کنونی/وقایع ۲۳ ژانویه ۲۰۱۲
- درگاه: وقایع کنونی/وقایع ۲۴ ژانویه ۲۰۱۲
- درگاه: وقایع کنونی/وقایع ۲۶ ژانویه ۲۰۱۲